# Bretèche
Pour les articles homonymes, voir Bretèche (homonymie).

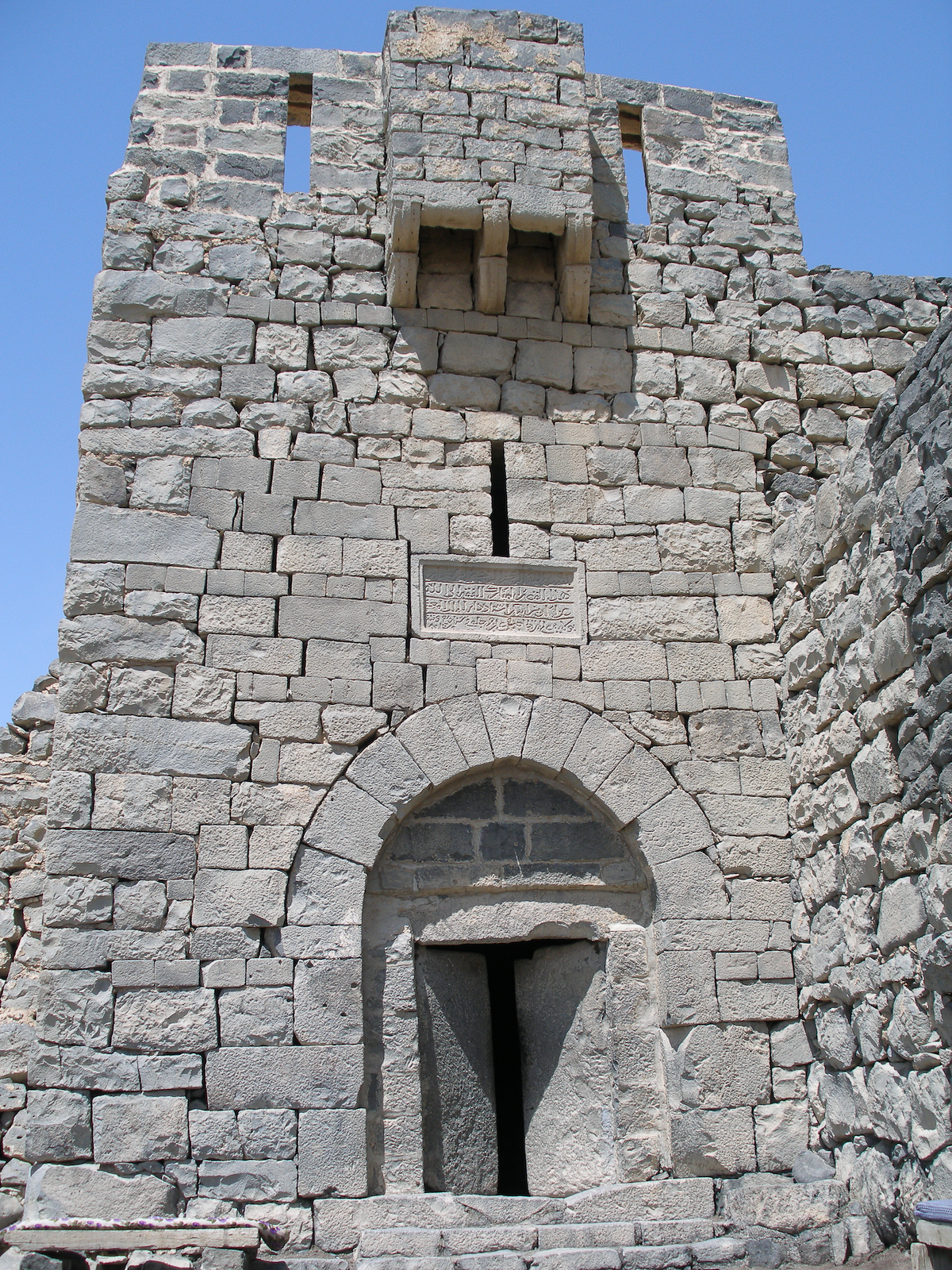
Qasr Azraq (Jordanie), tour d'entrée, porte et bretèche.

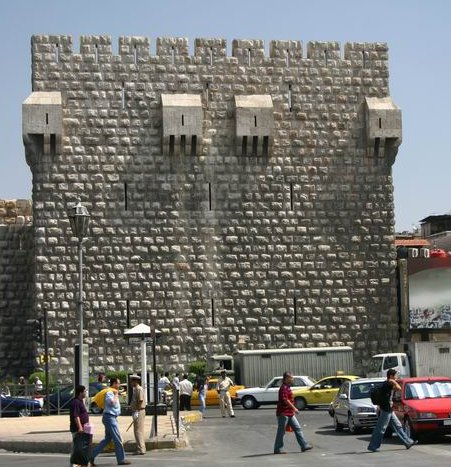
Bretèches d'angle et de façade de la citadelle de Damas, aux corbeaux moulurés de trois quarts de rond en retrait.

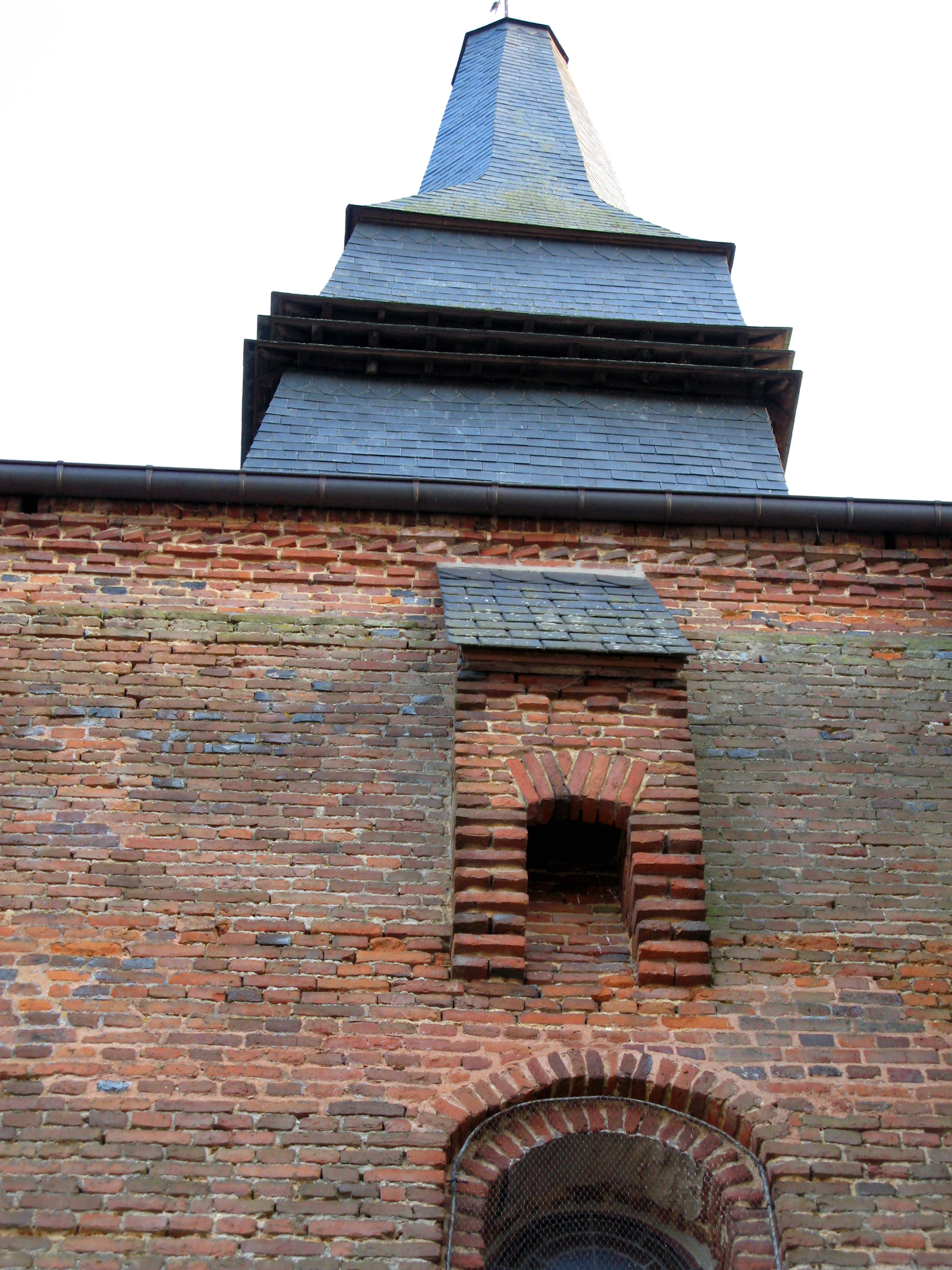
Bretèche sur corbeaux en quart-de-rond à ressauts de la façade nord de l'église fortifiée d'Archon (France).

Une bretèche, orthographiée aussi bretêche et appelée en ancien français bretesse ou bretesche (du bas latin brittisca, « [fortification] britannique », puis « parapet » au Xe siècle), est un petit avant-corps rectangulaire ou à pans coupés, plaqué en encorbellement sur un mur fortifié au Moyen Âge (mur de château fort, forteresse, ville, ferme, manoir ou église fortifiés), défendant par un flanquement vertical la base de la muraille (« bretèche de façade » ou « bretèche de chemin de ronde »), une ouverture dans ce mur (porte, poterne) ou un angle (« bretèche d'angle »).
Les bretèches deviennent fréquentes au XIIIe siècle sauf aux angles où elles sont plutôt garnies de tours en bonne et due forme ou d'échauguettes, sorte de bretèches d'angle qui prennent la forme d'une loge de volume plus important, carrée ou cylindrique (guérite ou tourelle cylindrique), contenant une petite pièce. Les bretèches de façade sont également peu fréquentes, constituant un pis-aller destiné à remplacer les mâchicoulis, voire les paliers lorsqu'ils manquaient.
Avec le déclin des éléments défensifs de l'architecture militaire au Moyen Âge au XVe siècle, la bretèche prend une fonction décorative (« fausse bretèche »).
Cette menue guérite est généralement de forme parallélépipédique en encorbellement sur une enceinte militaire (muraille, courtine, etc.) ou, plus souvent, au-dessus du portail principal. Ce type d'ouvrage à titre défensif est pourvu d'un plancher ajouré qui protège le pied du mur par jets de projectiles. Les premières bretèches en bois, y compris le hourd, sorte de galerie, vulnérables au feu, sont remplacées par celles en pierres, véritable passage couvert, contournant la forteresse en entier.

## Évolution historique

### Élément à fonction défensive
D'abord ouvrage en charpente de bois au XIe siècle apparu dans les fortifications byzantines puis arabes à la fin du Xe siècle, ensuite dans les châteaux des croisés en Terre sainte, la bretèche est construite sur des corbeaux ou des consoles, supports en bois puis en pierre ; l'ouvrage est par la suite construit dans son entier en pierre pour se prémunir des flèches enflammées (bretèche à hourd puis bretèche à mâchicoulis) : le mâchicoulis continu peut être vu comme la transposition des bretèches discontinues qui ceinturent toute la muraille.
La bretèche, devenue un dispositif prépondérant en matière de flanquement à partir du XIIIe siècle, s'ouvre sur la partie inférieure par des jours (ouvertures carrées ou larges rainures) permettant l'utilisation de merlon à couvert pour le tir fichant ou le jet de quartiers de roche, boulets de pierre, pièces de bois, matières brûlantes (sable chauffé à blanc, chaux vive liquide, soufre et salpêtre). Les topos hérités de l'historiographie du XIXe siècle et repris dans les films de guerre se déroulant au Moyen Âge évoquent des jets de poix fondue (résine de pin et de sapin), d'eau bouillante, de saumure bouillante ou d'huile bouillante mais ces ressources étaient trop rares ou précieuses pour être gaspillées. Les temps de chauffe, l'absence de cheminée sur les courtines en général et la présence fréquente d'un talus à la base des murailles ne plaident pas pour un tel usage.
Généralement garnie latéralement et sur le front de créneaux et merlons pouvant être couverts par un volet en bois pivotant sur un montant à tourillon, la bretèche est le plus souvent construite sur un parement vertical permettant à un homme de se tenir au revers. Son couvrement est réalisé par une dalle de pierre en pente ou, lorsque son épaisseur est importante, par un toit en appentis ou à pans. Elle est le plus souvent placée sur les courtines intérieures (elle permet alors de contrôler les courtines extérieures) ou au-dessus de l'accès d'un château-fort, munie d'archères ou de meurtrières, ces derniers permettant de défendre la porte située en dessous par un tir plongeant. On disait, dès le XIe siècle, bretescher pour fortifier, garnir de créneaux de bois, ou de hourds.
Une bretèche peut être parfois confondue avec des latrines, mais ces dernières, sans usage défensif, sont en encorbellement sur un mur, dépourvues d'ouverture et sont plus étroites : elles reposent généralement sur deux corbeaux au lieu de trois ou quatre pour une bretèche. Néanmoins, il arrive que la bretèche serve aussi de latrines.

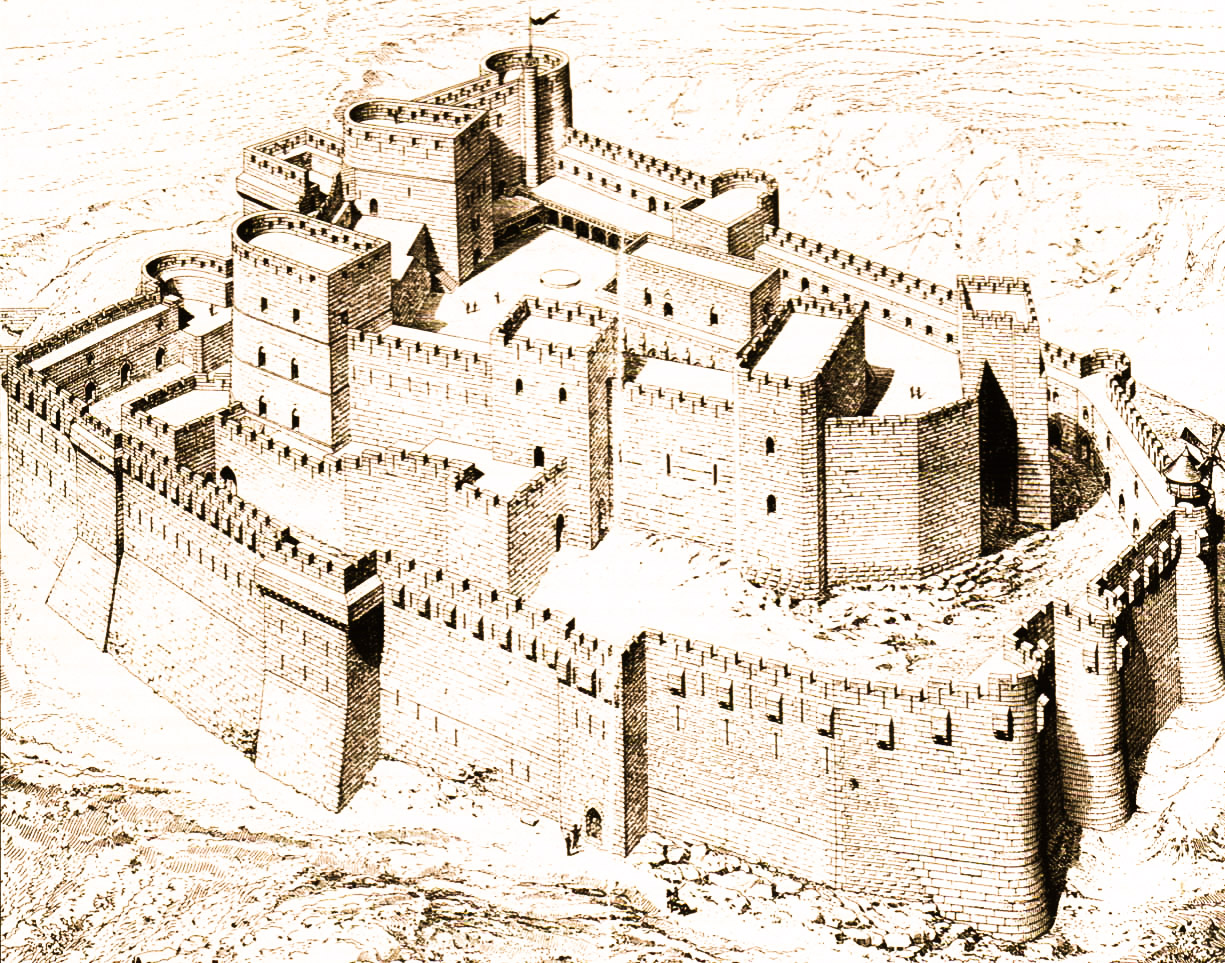
Bretèches levantines sous les mâchicoulis assurant une défense sommitale à deux niveaux du krak des Chevaliers.
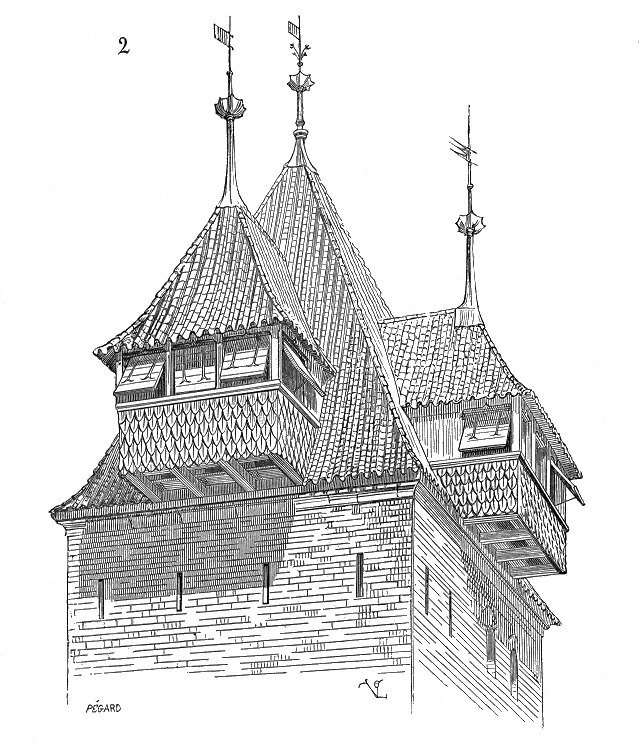
Bretèches sur combles en tuiles creuses d'une tour, aux appuis couverts de tuiles en écaille et leurs combles.
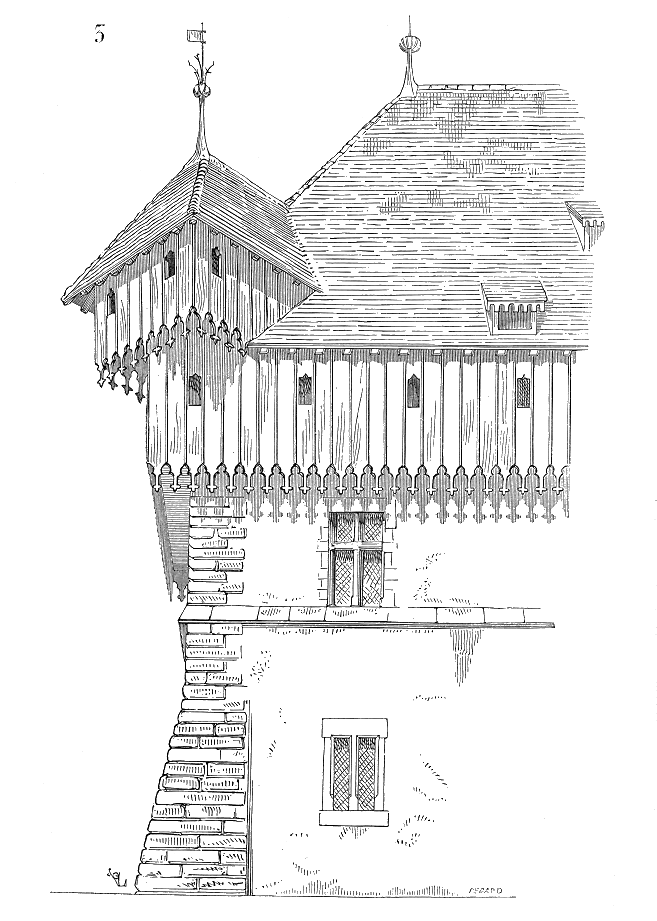
Bretèches en bois posées en diagonale aux angles des hourds.
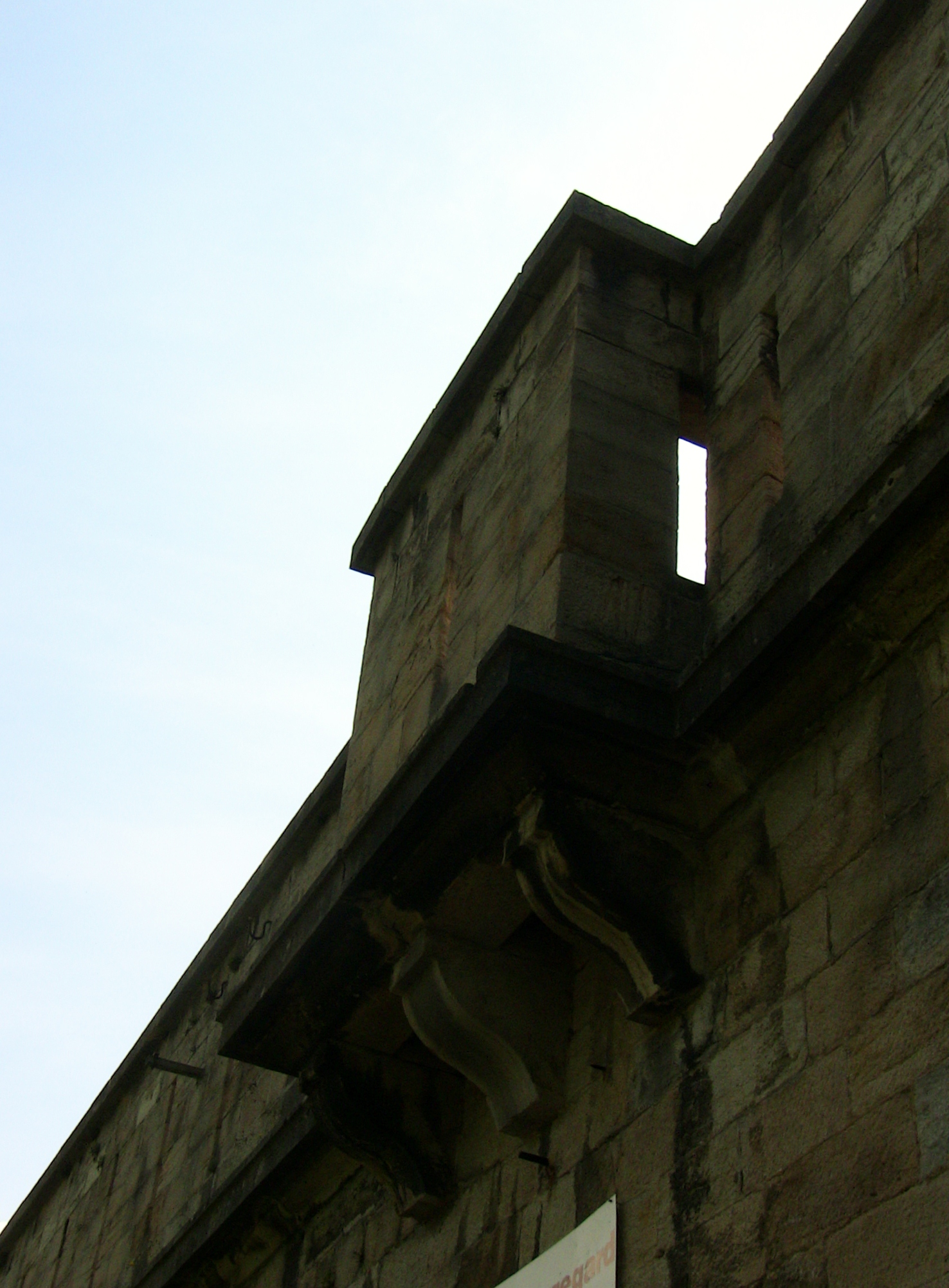
Bretèche sur deux consoles défendant la porte du fort de Beauregard.
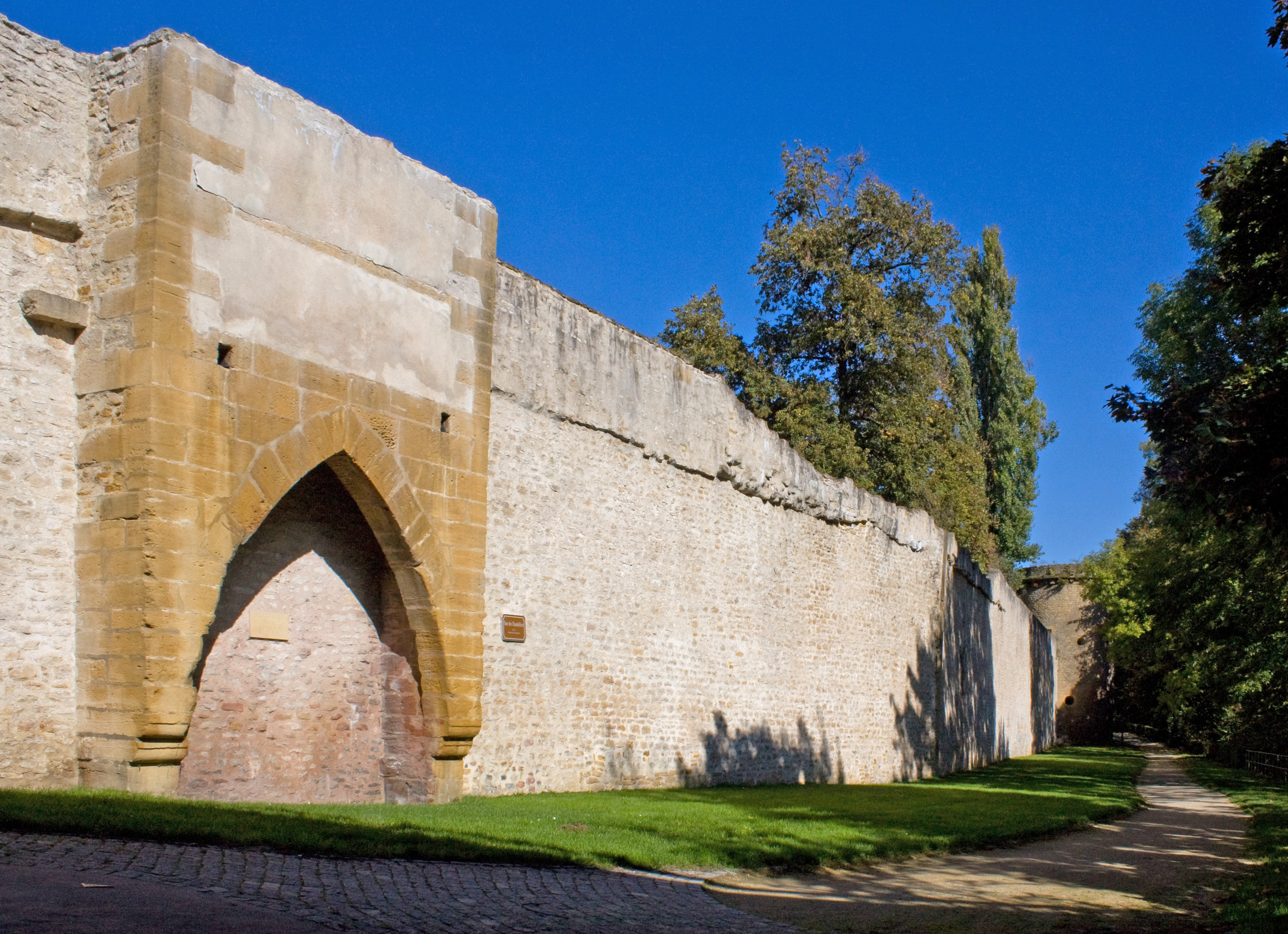
Tour des Chandeliers, vestige d'une ancienne bretèche à hourd (Metz).
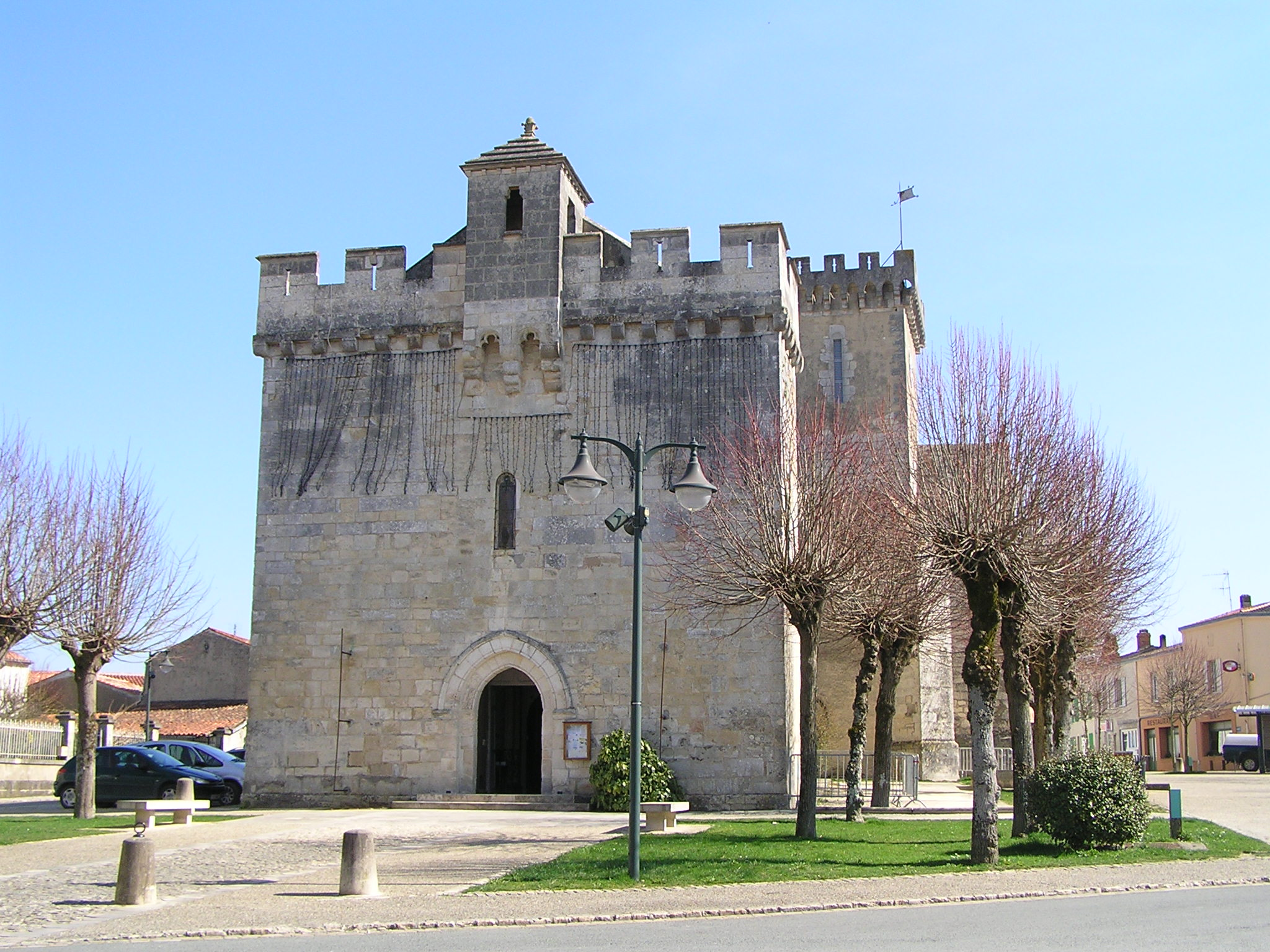
Bretèche sur arceaux protégeant la porte de l'église Notre-Dame de Courçon.

### Autres fonctions
Avec la disparition de cette logette comme élément de défense au XVe siècle, le terme subsiste dans les toponymes (exemple : Saint-Nom-la-Bretèche) et anthroponymes (exemple : Bretécher) puis a pris un sens : 
- architectural : balcon ajouré en saillie sur la façade d'une mairie, d'où l'officier municipal, échevin ou crieur public proclamait les décisions municipales (mariages, actes publics, condamnations), les loggias sans encorbellement des palais italiens étant une transposition de ce type de balcon ; hune fortifiée d'un bateau de guerre ;
- héraldique (bretesse) : rangée de créneaux sur une fasce, bande ou pal, ou sur les côtés d'un blason de plate figure[10].

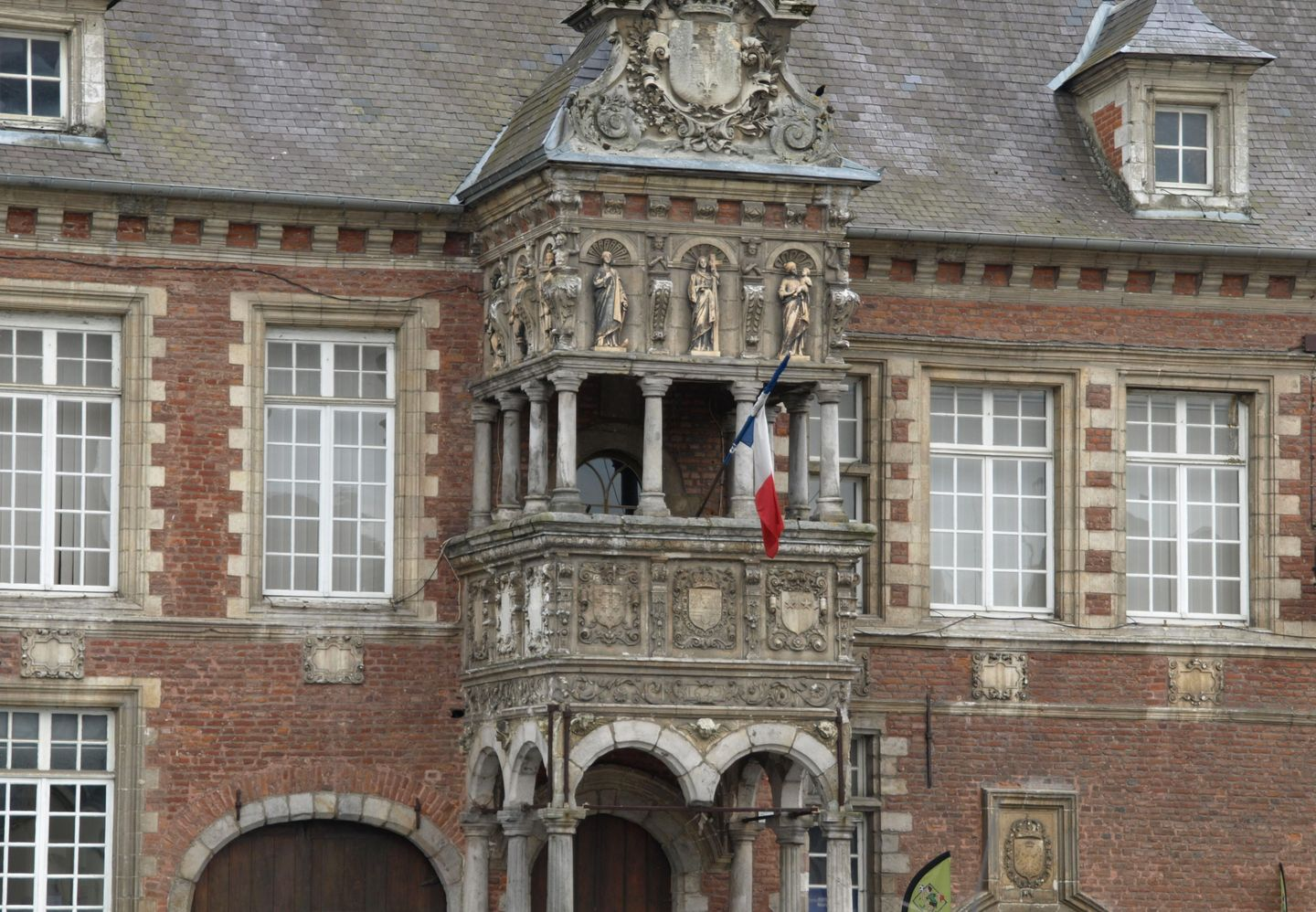
Bretèche de l'hôtel de ville de Hesdin.
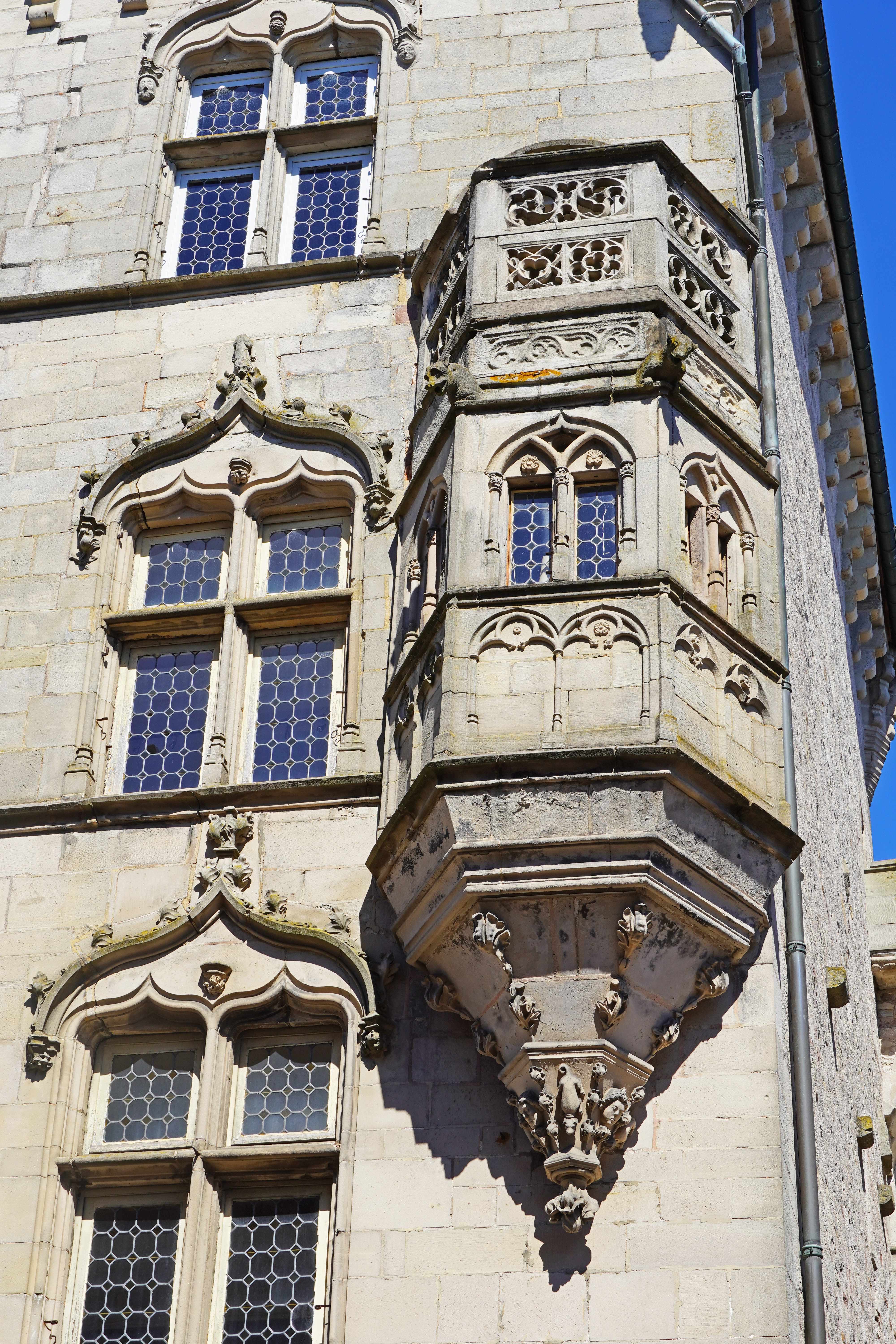
Bretèche sur la Tour des échevins à Luxeuil.
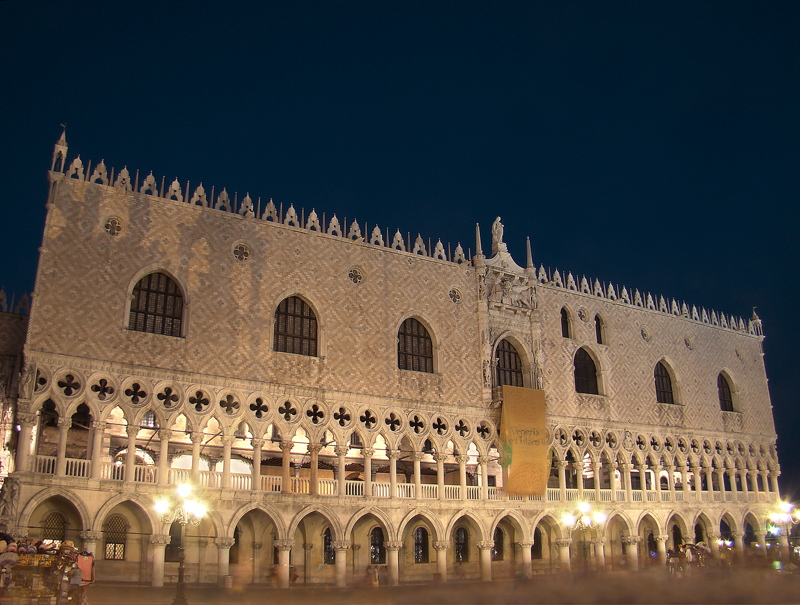
Loggia du palais des Doges de 71 colonnes de marbre au-dessus de la galerie basse.
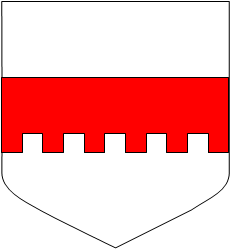
Blason d'argent, à fasce bretessée de gueules.